# Linaria farsensis
Linaria farsensis är en grobladsväxtart som beskrevs av Hamdi och Assadi. Linaria farsensis ingår i släktet sporrar, och familjen grobladsväxter. Inga underarter finns listade i Catalogue of Life.